# Stigmella tormentillella
Stigmella tormentillella là một loài bướm đêm thuộc họ Nepticulidae. Nó được tìm thấy ở Đức to Pyrenees và Ý, và from Pháp to România.
Ấu trùng ăn Potentilla alba, Potentilla aurea, Potentilla crantzii, Potentilla erecta, Potentilla reptans và Potentilla tabernaemontani. Chúng ăn lá nơi chúng làm tổ.